# Årets golfare
Årets golfare delas årligen ut till en förtjänt svensk golfare sedan 1966. Utmärkelsen är individuell och tilldelas den svensk som svarat för årets totalt sett bästa golfprestation, antingen en serie framgångar eller enstaka prestationer. I bedömningen vägs evenemangets vikt, konkurrens, överraskningsmoment och pressande läge.

## Jury
Juryn rangordnar sina fem bästa spelare enligt modellen 5-4-3-2-1 poäng (5 poäng går till ettan osv). Den som får flest poäng vinner. Vid lika antal avgör antalet förstaplatser. Juryn består av:
- SGF:s ordförande, generalsekreterare och idrottsavdelning
- PGA:s ordförande och vd
- SGT:s tournament directors och spelarråd
- Svensk Golfs redaktion
- Föreningen Golfjournalisternas medlemmar

## Alla pristagare

### 1960-talet
- 1966 – Liv Wollin (a)
- 1967 – Claes Jöhncke (a)
- 1968 – Liv Wollin (a)
- 1969 – Claes Jöhncke (a)

### 1970-talet
- 1970 – Hans Hedjerson (a)
- 1971 – Gunnar Mueller (a)
- 1972 – Christina Westerberg (a)
- 1973 – Hans Hedjerson (a)
- 1974 – Jan Rube (a)
- 1975 – Göran Lundqvist (a)
- 1976 – Hans Hedjerson (a)
- 1977 – Mikael Sorling (a)
- 1978 – Mikael Sorling (a)
- 1979 – Björn Svedin (a)

### 1980-talet
- 1980 – Anders Johnsson (a)
- 1981 – Krister Kinell (a)
- 1982 – Magnus Atlevi Persson (a)
- 1983 – Charlotte Montgomery
- 1984 – Anders Forsbrand
- 1985 – Liselotte Neumann
- 1986 – Ove Sellberg
- 1987 – Anders Forsbrand
- 1988 – Liselotte Neumann
- 1989 – Sofia Grönberg-Whitmore

### 1990-talet
- 1990 – Helen Alfredsson
- 1991 – Per-Ulrik Johansson
- 1992 – Anders Forsbrand
- 1993 – Joakim Haeggman
- 1994 – Liselotte Neumann
- 1995 – Annika Sörenstam
- 1996 – Annika Sörenstam
- 1997 – Annika Sörenstam
- 1998 – Annika Sörenstam
- 1999 – Jesper Parnevik

### 2000-talet
- 2000 – Sophie Gustafson
- 2001 – Annika Sörenstam
- 2002 – Annika Sörenstam
- 2003 – Annika Sörenstam
- 2004 – Annika Sörenstam
- 2005 – Annika Sörenstam
- 2006 – Henrik Stenson
- 2007 – Henrik Stenson
- 2008 – Robert Karlsson
- 2009 – Anna Nordqvist

### 2010-talet
- 2010 – Robert Karlsson
- 2011 – Caroline Hedwall
- 2012 – Peter Hanson
- 2013 – Henrik Stenson
- 2014 – Henrik Stenson
- 2015 – David Lingmerth
- 2016 – Henrik Stenson[3]
- 2017 – Anna Nordqvist[4]
- 2018 – Pernilla Lindberg[5]
- 2019 – Marcus Kinhult[6]

### 2020-talet
- 2020 – Madelene Sagström[7]
- 2021 – Anna Nordqvist[8]
- 2022 – Linn Grant[9]
- 2023 – Ludvig Åberg[10]